# Nomada pulsatillae
Nomada pulsatillae là một loài Hymenoptera trong họ Apidae. Loài này được Cockerell mô tả khoa học năm 1906.